# Quatuor à cordes no 1 de Szymanowski
Pour les articles homonymes, voir Quatuor à cordes no 1.
Le Quatuor à cordes no 1 opus 37 est le premier des deux quatuors de Karol Szymanowski. Composé en 1917 et dédié à Henri Prunières, il est créé à Varsovie le 10 octobre 1924.

## Structure
1. Lento assai - Allegro moderato
2. Andantino semplice. In modo d'una canzone
3. Vivace, Scherzando alla burlesca, Vivace ma non troppo

La durée d'exécution est d'environ vingt-deux minutes.